# Басагаш
Басагаш (каз. Басағаш) — упразднённое село в Сарыкольском районе Костанайской области Казахстана. Ликвидировано в 2012 году. Входило в состав Маякского сельского округа. Код КАТО — 396249200.

## Население
В 1999 году население села составляло 105 человек (61 мужчина и 44 женщины). По данным переписи 2009 года, в селе проживали 24 человека (16 мужчин и 8 женщин).